# Santa Cecilia, Huehuetán
Santa Cecilia är en ort i Mexiko.   Den ligger i kommunen Huehuetán och delstaten Chiapas, i den sydöstra delen av landet, 900 km sydost om huvudstaden Mexico City. Santa Cecilia ligger 302 meter över havet och antalet invånare är 270.
Terrängen runt Santa Cecilia är kuperad åt nordost, men åt sydväst är den platt. Runt Santa Cecilia är det tätbefolkat, med 319 invånare per kvadratkilometer. Närmaste större samhälle är Tapachula, 18,9 km sydost om Santa Cecilia. Omgivningarna runt Santa Cecilia är en mosaik av jordbruksmark och naturlig växtlighet.